# Wendenkreuzzug
Der Wendenkreuzzug von 1147 bezeichnet den Kreuzzug sächsischer, dänischer und polnischer Fürsten gegen die Elbslawen (Wenden) im Gebiet zwischen Elbe, Trave und Oder, hauptsächlich im heutigen Mecklenburg-Vorpommern und benachbarten Gebieten. Es handelt sich um ein Teilunternehmen des Zweiten Kreuzzuges. Die Motive der Kreuzfahrer waren vielfältig. Neben den ideellen und religiösen Gründen waren vor allem die weltlichen Motive der Fürsten von entscheidender Bedeutung. Sie wollten mit ihrer Teilnahme in erster Linie ihre Konkurrenten davon abhalten, eigene Herrschaftsansprüche in der Germania Slavica durchzusetzen, sei es durch Erhebung von Tributen oder durch Landesausbau.
Die Quellen nennen als Dauer des Kreuzzuges drei Monate. Die Angaben bezüglich der Truppenstärke sind wenig glaubwürdig. So sollen 100.000 deutsche, ebenso viele dänische und 20.000 polnische Kreuzfahrer in das Wendenland gezogen sein. Auf ihrer Kleidung trugen sie ein auf einem Kreis stehendes Kreuz. Unter den deutschen Kreuzfahrern befanden sich: Heinrich der Löwe, Albrecht der Bär mit seinen Söhnen, Herzog Konrad von Zähringen, Pfalzgraf Hermann von Stahleck, Pfalzgraf Friedrich von Sachsen, Markgraf Konrad von Meißen, Hartwig von Stade, Graf Otto von Ammensleben und Graf Adolf von Holstein. Im Weiteren werden auch die mährischen Fürsten Otto Svatopluk und Vratislav als Teilnehmer genannt. Von geistlicher Seite sind als Teilnehmer Erzbischof Adalbero von Bremen und Hamburg, Erzbischof Friedrich I. von Magdeburg, Bischof Wigger von Brandenburg, Bischof Rudolf I. von Halberstadt, Bischof Anselm von Havelberg, Bischof Reinhard von Merseburg, Bischof Werner von Münster, Bischof Dietmar II. von Verden, Bischof Heinrich von Olmütz und Abt Wibald von Corvey bekannt.

## Vorgeschichte
Der Grenzraum zwischen den christlichen und den heidnischen Gebieten war vom Gegensatz der Herrschaftsverdichtung auf deutscher Seite und des Herrschaftsverfalls auf slawischer Seite gekennzeichnet. Für die deutschen Fürsten war vor allem die Stabilität im Grenzraum von Bedeutung. Deswegen unterstützten sie großräumige Herrschaftsbildungen im westslawischen Raum wie beispielsweise das Nakonidenreich unter Heinrich von Alt-Lübeck. Eine Missionierung des Gebietes stand zu diesem Zeitpunkt nicht im Vordergrund.

### Die deutsch-wendischen Beziehungen
Um 1127 wurde der Nakonidenherrscher Heinrich von Lübeck gestürzt. Dies führte zu einer neuerlichen Instabilität und Bedrohung der Grenze und in Folge auch zu einem Umschwung der Slawenpolitik benachbarter Herrscher. Die endgültige Wende in der Politik der deutschen Fürsten wurde durch den Abodriteneinfall in die Region Segeberg 1137 eingeleitet. Dennoch bestanden weiterhin Bündnisse zwischen den wichtigsten unmittelbaren Nachbarn: dem Obotritenfürsten Niklot und Graf Adolf II. (Schauenburg und Holstein) sowie dem Hevellerfürsten Pribislaw-Heinrich und Albrecht dem Bären.
Der Umschwung in den deutsch-wendischen Beziehungen wurde von mehreren Faktoren vorangetrieben. Zum einen verstärkten die Propaganda und die Erfolge des Ersten Kreuzzuges das Selbstbewusstsein und das Überlegenheitsgefühl der Kirche und der Christenheit gegenüber nichtchristlichen Gemeinschaften. Dieses gesteigerte Selbstbewusstsein stand im Gegensatz zu den unsicheren Verhältnissen im Grenzraum. Zum anderen konnte sich die Grenzregion durch eine Friedenszeit erholen, sodass es zu einer Bevölkerungszunahme, wie sie im gesamten west- und mitteleuropäischen Raum in der zweiten Hälfte des 11. Jahrhunderts zu beobachten war, kam. Es gab ein gesteigertes Bedürfnis nach neuen Siedlungs- und Herrschaftsgebieten. Zum Teil wurden auch bewusst Kolonisten aus anderen Regionen, wie beispielsweise aus den Niederlanden, zur wirtschaftlichen Entwicklung des Gebietes angesiedelt. Auf slawischer Seite wurde das Christentum verstärkt mit Knechtschaft und Fremdherrschaft gleichgesetzt. Dies führte dazu, dass Missionierungsversuche nicht greifen konnten.

### Erste Konzeption eines Wendenkreuzzuges 1107/08
Bereits 1107/08 entstand eine an den Ersten Kreuzzug angelehnte und von Rom unabhängige Idee für einen Wendenkreuzzug. Sie blieb jedoch ohne weitere direkte Auswirkungen. In diesem Aufruf fand erstmals die Idee des Kreuzzuges einschließlich des Gedankens der Landnahme in Bezug auf die heidnischen Elbslawen Erwähnung.
Inhaltlicher Schwerpunkt des Aufrufes von 1107/08 ist die Beschreibung der Not der christlichen Bevölkerung und der Kirche, verursacht durch die Heiden und ihre Überfälle. Die von Bernhard von Clairvaux ausgegebene Forderung lautete: Bekehrung oder Unterwerfung zur Befreiung der Kirche und der Christen. Im Vordergrund des Interesses steht die Befreiung ehemals christlichen Landes. Der Kreuzzug wird als Verteidigungskrieg des christlichen Landes dargestellt. „Denn dies ist unser Jerusalem, das anfangs frei war und durch die Grausamkeit der Heiden zur Magd erniedrigt wurde!“  (Urk. B. d. Erzstiftes Magdeburg I 193, S. 250 f., zitiert nach: Lotter 1977, 60. „Surgite, principes…et sicut Galli ad liberationem Hierusalem vos preparate! Hierusalem nostra ab initio libera gentilium crudelitate facta est ancilla….“)
Teil des Aufrufes ist auch ein doppeltes Lohnversprechen, also die Verheißung geistlichen und weltlichen Gewinns. Das Element des materiellen Lohns tritt deutlich hervor: „Wenn die Kreuzfahrer es wünschten, könnten sie das beste Land zum Siedeln erwerben. Zwar seien die Heiden schlimm, ihr Land jedoch sei reich gesegnet mit Fleisch, Honig und Mehl.“ (Urk. B. d. Erzstiftes Magdeburg I 193, S. 251, zitiert nach: Lotter 1977, 60. „…Gentiles isti pessimi sunt, sed terra eorum optima carne, melle, farina…Quapropter o Saxones, Franci, Lotaringi, Flandrigene famosissimi et domitores mundi, hic poteritis et animas vestras salvificare et, si ita placet, optimam terram ad inhabitandum acquirere...“)
Das erste Konzept zu einem Kreuzzug gegen die Wenden wurde im Namen von Adalgot von Magdeburg verfasst und ist bekannt unter dem Titel Epistola pro auxilio adversus paganos (slavos), was übersetzt so viel heißt wie „Aufruf zum Kreuzzug gegen die heidnischen Slawen“, oft auch als Aufruf zum Wendenkreuzzug 1108 bezeichnet. Die einzige bekannte Abschrift der Quelle liegt unter der Signatur Hs.794 in der Universitäts- und Landesbibliothek Darmstadt. Die Abschrift stammt ursprünglich aus dem Kloster Grafschaft.

#### Der Aufruf 1108
Es wird angenommen, dass der Aufruf von einem flandrischen Geistlichen um 1108 verfasst wurde. Hinter dem Aufruf stehen laut der Quelle mehrere geistliche sowie weltliche Fürsten aus Sachsen, die sich an Fürsten aus Flandern, Lothringen und dem Rheinland wenden. Aufgerufen wird zur Christianisierung der heidnischen Slawen und zur Rückgewinnung der durch die Slawen besetzten Gebiete östlich der Elbe. Hauptsächlich wird über die Gräueltaten der Slawen aufgrund ihrer heidnischen Religion berichtet; im Mittelpunkt steht der blutige Kult um den slawischen Gott Pripegal.

##### Verfasser
Als Verfasser wird ein flandrischer Geistlicher, der im Dienst des Erzbischofs von Magdeburg stand, angenommen. Gestützt wird diese These durch die besondere Hervorhebung der Flamen in der Quelle. Graf Robert von Flandern wird z. B. als einziger mit „ehrwürdig“ betitelt, alle anderen Personen erhalten keine vergleichbaren Attribute. Einen weiteren Hinweis auf einen Flamen als Verfasser gibt die Nennung von drei flämischen Geistlichen: Bertulf, Lambert und Tankred waren nicht bekannt genug, um von einem nicht-flämischen Verfasser in der Quelle genannt zu werden.

##### Datierung
Bei der Datierung auf 1108 legen die Historiker Amtserhebungs- sowie Todesdaten zu Grunde. Vergleicht man die Erhebungen und Tode der genannten Personen in der Quelle, so stellt man fest:
- 1107 wurden der als Verfasser genannte Adalgot von Magdeburg und der als Empfänger genannte Reginhard von Halberstadt in ihr Amt eingesetzt.
- 1111 starben der als Verfasser genannte Bischof Walram von Naumburg und der als Empfänger genannte Graf Robert II. von Flandern.
- König Heinrich V. hielt sich nur in den Jahren 1106 bis 1109 auf längere Zeit in Sachsen auf.

Daraus folgt, dass die Quelle im Zeitraum von 1107 bis 1109 verfasst worden sein muss.
In der Quelle wird außerdem der 16. Mai als Datum zur Sammlung in Merseburg genannt, laut Quelle sollte auch der König dort zugegen sein. Nachweislich bekannt ist, dass König Heinrich V. am 30. Mai 1108 in Merseburg zugegen war, was das Jahr 1108 als Verfassungszeitpunkt annehmen lässt.

#### Forschungskontroverse
Die Quelle Epistola pro auxilio adversus paganos hat eine Forschungskontroverse unter Historikern ausgelöst. Es wird darüber gestritten, ob es sich dabei um einen echten Aufruf zu einem Kreuzzug handelt, der Text nur eine private Stilübung eines Mönches war oder gar eine Fälschung ist.
Für einen echten Aufruf sprechen die sehr gute zeitliche Übereinstimmung der als Verfasser und als Adressaten genannten Personen in der Quelle sowie die nachweisliche Anwesenheit von Heinrich V. am 30. Mai in Merseburg, also nahe zum in der Quelle genannten Datum, dem 16. Mai. Für eine private Stilübung spricht die ungewöhnliche Reihung der Adressaten, man findet den Erzbischof von Köln erst an fünfter Stelle, obwohl er als ranghöchster Kirchenfürst normalerweise als erster genannt werden sollte. Ein weiterer Punkt ist, dass dem Aufruf keine Konsequenzen folgten, es zumindest keine Quellenbelege für einen Feldzug gegen die Wenden im Jahre 1108 gibt.
Eine Fälschung wurde im 18. Jahrhundert angenommen, wegen der bereits oben erläuterten ungewöhnlichen Reihung der Adressaten und der Benennung des unbekannten wendischen/slawischen Gottes Pripegal. Die ungewöhnliche Adressatenreihung wird inzwischen aber auf eine geographische Linie zurückgeführt, die von Sachsen als Ursprungsgebiet der Quelle nach Flandern läuft. Über einen Gott namens Pripegal ist zwar nichts bekannt, aber die Quellenlage zur slawischen Religion ist allgemein sehr schlecht. Pripegal könnte ein regionaler Nebengott oder auch ein regionaler Name für eine der Hauptgottheiten sein.

## Der Weg zum Wendenkreuzzug

### Reichstag zu Frankfurt
Der Zeitraum, in dem die Idee zu einem Wendenkreuzzug aufkam, muss zwischen den Reichstagen zu Speyer Ende Dezember 1146 und zu Frankfurt Mitte März 1147 angesetzt werden. Beim Reichstag zu Speyer gab Konrad III. seine Teilnahme am Zweiten Kreuzzug bekannt. Der Reichstag zu Frankfurt diente vor allem zur Regelung der Angelegenheiten des Herrschers im Reich vor dem Aufbruch zum Zweiten Kreuzzug. Auf diesem Reichstag wurde auch über den Wendenkreuzzug verhandelt. Die sächsischen Fürsten lehnten die Teilnahme an einem Kreuzzug nach Palästina unter Verweis auf die Bedrohung ihrer Grenzen durch benachbarte heidnische Slawen ab. Von wem der Vorschlag ausging, stattdessen gegen die Wenden zu ziehen, geht aus den Quellen nicht hervor und ist daher umstritten. Die Idee wurde von weltlichen und geistlichen Teilnehmern des Reichstages, insbesondere von Bernhard von Clairvaux, gebilligt. Sowohl weltlichen als auch geistlichen Fürsten Sachsens, die keine Bündnisse mit den Slawenfürsten hatten, muss an einem solchen Unternehmen gelegen haben. Sie können als die Initiatoren gesehen werden. So konnten sie, ohne den beschwerlichen Weg in den Orient antreten zu müssen, ihrer Pflicht als Christen nachkommen und zudem neue Herrschaften im Wendenland begründen. Darüber hinaus war ein Wendenkreuzzug im machtpolitischen Interesse der sächsischen Fürsten. Vor allem den mächtigsten Fürsten Sachsens, Albrecht dem Bären und Heinrich dem Löwen, muss eine tragende Rolle zugekommen sein.

### Die Aufrufe zum Wendenkreuzzug
Die Idee des Wendenkreuzzuges wurde durch den Aufruf Bernhards von Clairvaux im Reich bekannt gemacht. Bernhard von Clairvaux spielte eine zentrale Rolle in der Vorgeschichte des Wendenkreuzzugs. Die Idee selbst stammte von den weltlichen Fürsten am Reichstag. Die Konzeption und die religiöse Begründung wurden jedoch von Bernhard formuliert. So verfasste er im März 1147 seinen Aufruf. Am 13. April 1147 folgte mit der päpstlichen Bulle Divini dispensatione der inhaltlich kaum abweichende Aufruf von Papst Eugen III., in dem er den Wendenkreuzzug dem Orientkreuzzug und der Reconquista gleichstellte. Eugen III. sicherte den Teilnehmern am Wendenkreuzzug den Nachlass der Sündenstrafen zu und drohte jenen mit Exkommunikation, die wegen weltlichen Gewinns ihr Kreuzzugsgelübde brachen.
Die beiden Aufrufe, also jener von Bernhard und jener von Eugen III., unterschieden sich in ihrer Zielsetzung. Verlangte Eugen III. nur die Bekehrung der Wenden, forderte Bernhard natio deleatur – die Auslöschung der Nation. Dies wurde oft zugespitzt formuliert auf die bekannte Parole „Tod oder Taufe“. Ob Bernhard dies aber wirklich so meinte, ist anzuzweifeln. Einerseits muss natio deleatur nicht die Tötung der Individuen beinhalten, sondern kann auch die Zerstörung von Herrschaftsstrukturen bedeuten. Andererseits war Bernhard einer der führenden Denker der katholischen Kirche seiner Zeit. Die gewaltsame Bekehrung unter der Devise „Tod oder Taufe“ wäre aber im Gegensatz zur offiziellen kirchlichen Lehre gewesen. Das Kirchenrecht, das sich zu dieser Zeit verstärkt durchsetzte, ist der Auffassung, dass die Bekehrung eine freie Willensentscheidung sein muss. Im Weiteren lässt sich „Tod oder Taufe“ kaum mit Bernhards Anschauungen, die er in anderen Schriften in Bezug auf die Behandlung von Juden, Ketzern und Heiden äußerte, vereinbaren. Die Aufrufe von Bernhard und von Eugen III. zum Wendenkreuzzug unterscheiden sich in einem Punkt von den vorhergehenden Kreuzzugsappellen: Erstmals ist nicht das Land, das wieder christlich werden soll, das Ziel, sondern auch die Heidenbekehrung.

## Vorbereitung und Planung des Wendenkreuzzuges
Bernhard von Clairvaux verkündete in seinem Aufruf zum Wendenkreuzzug als Sammeltermin den 29. Juni 1147 und als Sammelort Magdeburg. Papst Eugen III. bestimmte in seinem Sendschreiben von 11. April 1147 für den Kreuzzug nur einen Legaten, Anselm von Havelberg. Diese Punkte legen nahe, dass bis zu diesem Zeitpunkt nur ein einziges Kreuzritterheer geplant war. Faktisch gab es aber zwei Heeresgruppen, eine unter Heinrich dem Löwen und eine unter Albrecht dem Bären, die an verschiedenen Stellen ins Slawenland vorrückten. Zur Vorbereitung des Wendenkreuzzuges diente der Reichstag zu Nürnberg am 23. April 1147, bei dem womöglich Heinrich der Löwe seinen Entschluss, ein Kreuzzugsheer in das Gebiet der Abodriten zu führen, bekanntgab. Zur weiteren Vorbereitung des Wendenkreuzzuges wurde eine Versammlung sächsischer Adeliger Anfang Juni 1147 in Germersleben westlich von Magdeburg einberufen.
Nur ein Teil der Kreuzfahrer sammelte sich Ende Juni bei dem von Bernhard genannten Sammelpunkt Magdeburg und zog von dort los. Dieser Kreuzfahrerverband, dem Albrecht der Bär angehörte, brach in der zweiten Julihälfte auf und zog ins Heveller- und Liutizengebiet. Zur selben Zeit setzte sich ein zweiter im Gebiet der Abodriten operierender Truppenverband, dem Heinrich der Löwe angehörte, in Marsch. Der Sammelort dieses nördlicheren Truppenverbandes ist unbekannt. Durch die Lage Magdeburgs ist die Stadt als Aufgangsbasis für diesen Heereszug unwahrscheinlich.
Offenbar wurde von der ursprünglichen Kreuzzugsplanung, die höchstwahrscheinlich nur einen Vorstoß in das Gebiet der Liutizen und Pomeranen vorsah, abgewichen. Dafür spricht nicht nur der Ausgangspunkt Magdeburg, sondern auch das Ungleichgewicht zwischen den beiden Ritterheeren. Das Kreuzfahrerheer mit Albrecht dem Bären war weitaus größer als die Heeresgruppe Heinrichs des Löwen. Auch die Verteidigungsmaßnahmen auf slawischer Seite im Operationsgebiet des nördlichen Heereszuges weisen auf eine spätere Planung hin. Niklot, ein Herrscher der Abodriten, begann mit seinen Verteidigungsmaßnahmen erst nach dem Reichstag zu Nürnberg oder später und trieb sie unter großer Eile voran. Dies stützt die These, dass ein Kreuzzug gegen sein Herrschaftsgebiet nicht von Anfang an geplant war. Die Kreuzzugsaufrufe und die Planung des Unternehmens konnten ihm nicht entgangen sein. Es scheint, als hätte er anfangs keine Gefahr für seine Herrschaft gesehen. Helmold von Bosau berichtet, dass die Teilung der Kreuzfahrer erst durch den Überfall Niklots Truppen auf die sächsischen Siedlungsgebiete Ende Juni erfolgte. Eine Teilung des Heeres als Reaktion auf diesen Angriff steht jedoch im Gegensatz zu Helmolds Berichten über die Verteidigungsvorbereitungen Niklots. Es ist naheliegend, dass die Aufteilung des Kreuzzugsheeres früher beschlossen wurde: „Das dritte Kreuzfahrerheer weihte sich dem Wendenzuge gegen unsere Grenznachbarn, die Obotriten und Lutizen, um Tod und Verderben zu rächen, die sie über die Christen, besonders die Dänen, gebracht hatten.“ (Helmold von Bosau I,62).

### Die Rolle Heinrichs des Löwen und Albrechts des Bären
Die Initiative zum Kreuzzug gegen die Wenden ist wahrscheinlich von den weltlichen Fürsten ausgegangen. Die sächsischen Fürsten die am Reichstag zu Frankfurt anwesend waren, beanspruchten alle, bis auf einen, Gebiete im slawischen Raum. Dass ein Interesse im Kreis der führenden weltlichen und geistlichen Sachsen an einem solchen Unternehmen bestand, zeigte bereits der erste Aufruf zum Wendenkreuzzug von 1107/08. Eine herausragende Rolle nahmen dabei die zwei mächtigsten Fürsten Sachsens, Heinrich der Löwe und Albrecht der Bär, ein. Für beide Fürsten war eine aktive Politik im Wendenland von hohem Interesse. Heinrich der Löwe und Albrecht der Bär bekundeten Herrschaftsansprüche über das slawische Gebiet. So beanspruchte Heinrich die Oberhoheit über das Gebiet nördlich der Elbe und der Elde und Albrecht den südlich davon gelegenen Raum. Während des Kreuzzuges zogen beide Herrscher in jenen Heeresverbänden mit, die in den von ihnen beanspruchten Gebieten operierten. Da sich der Wendenkreuzzug mit den direkten Herrschaftsinteressen Heinrichs und Albrechts deckte, kommen diese beiden Fürsten als Initiatoren des Unternehmens in Betracht. Beide müssen ein größeres Interesse an einem Wendenkreuzzug als an der Teilnahme an dem Orientfeldzug gehabt haben. Vor allem Heinrich der Löwe dürfte angesichts der problematischen Verhältnisse zwischen seiner Familie der Welfen und dem Herrscherhaus der Staufer ein Wendenkreuzzug sehr entgegengekommen sein, um nicht mit König Konrad III. in den Orient ziehen zu müssen. Die ursprüngliche Planung des Wendenkreuzzuges spricht aber für einen größeren Einfluss Albrechts in der Konzeption des Unternehmens. Wie bereits oben ausgeführt, war nur ein Truppenverband vorgesehen, der in die Interessensphäre Albrechts des Bären vordringen sollte und nicht in jene Heinrichs des Löwen. Der zweite Truppenverband in die Interessenssphäre Heinrichs wurde erst später geplant. Auch das Ungleichgewicht in der Größe der beiden Truppenverbände würde für eine spätere Planung eines eigenen Unternehmens von Seiten Heinrichs des Löwen sprechen. Albrecht und Heinrich waren die größten Gewinner des Wendenkreuzzuges.

### Die Reaktion der Wenden
Den Wenden konnten die Vorbereitungen für ein so groß angelegtes Kriegsunternehmen wie einen Kreuzzug und die Aufrufe zur Teilnahme an solchem nicht verborgen geblieben sein. Über die Reaktionen im Wendenland ist vor allem von Seiten der Abodriten unter der Führung Niklots Näheres bekannt.
Niklot, in dessen Herrschaftsgebiet Heinrich der Löwe später operierte, veranlasste mehrere Vorkehrungen: Festungsarbeiten – unter anderem ließ er die Festung Dobin zum Zufluchtsort ausbauen –, militärische Rüstung und Gesandtschaftsverkehr. Zwischen ihm und dem sächsischen Grafen Adolf von Holstein bestand ein Freundschaftsvertrag. Grund dafür waren die Siedlungsunternehmungen Graf Adolfs im wendischen Gebiet, die von Niklots Toleranz abhängig waren. So bat Niklot den Grafen um Unterredung. Ziel könnte eine Intervention des Grafen bei Heinrich dem Löwen gewesen sein. Graf Adolf lehnte jedoch aus Loyalität gegenüber den deutschen Fürsten ab. Niklot warf ihm daraufhin Treulosigkeit vor und kündigte den Bund. Jedoch sagte er seinem früheren Bündnispartner zu, dass er ihn vor möglichen Angriffen auf seine Siedlungen warnen würde. Niklots Verteidigungsmaßnahmen, die erst nach dem Reichstag zu Nürnberg oder später begonnen wurden, wurden unter großer Eile vorangetrieben.
Ende Juni 1147 führte Niklot einen Überraschungsangriff gegen die südelbischen Kolonisten, bei dem er Sachgüter erbeuten und Gefangene machen konnte. Den Auftakt bildete der Angriff der obotritischen Kriegsflotte auf den Handelsort Lübeck am Morgen des 26. Juni 1147. Um sein Versprechen gegenüber Graf Adolf einzuhalten, informierte er ihn einen Tag vor dem Angriff auf Lübeck. Die Truppen Niklots griffen sowohl die unvorbereitete Siedlung als auch die Burg an. Laut Helmold von Bosau sollen über 300 Männer gestorben sein. Während die Siedlung verwüstet wurde, konnte die Burg von der Besatzung während der zwei Tage anhaltenden Belagerung gehalten werden. Zeitgleich fielen Reiter in das Gebiet ein und verwüsteten die sächsischen Siedlungen. Wie bereits die Einnahme der Lübecker Burg scheiterte auch die Einnahme der Süseler Feste. Die obotritischen Reiter zogen sich erst nach einigen Tagen zurück, als sie die Nachricht erreichte, dass Graf Adolf Truppen aushob.
Graf Adolf benötigte mehrere Tage, um seine Streitmacht aufzustellen. Demnach haben sich zu dieser Zeit keine Kreuzfahrertruppen dort befunden. Dies würde nahelegen, dass sich der zweite Truppenverband mit Heinrich dem Löwen südlicher sammelte. Durch Niklots Kriegszug wurde die Rechtfertigung des Kreuzzuges, also der Schutz des christlichen Landes, gestärkt. So soll sich laut Helmold von Bosau die Nachricht, dass die Slawen zuerst den Krieg begonnen hätten, schnell im Land verbreitet und für einen schnelleren Aufbruch des Kreuzheeres gesorgt haben.

## Verlauf des Wendenkreuzzuges

### Das Kreuzritterheer mit Albrecht dem Bären
Im Kreuzritterheer, das im Gebiet der nördlichen Liutizen und Pomeranen operierte, befanden sich neben Albrecht dem Bären als hohe Würdenträger Konrad von Meißen, der Erzbischof von Magdeburg, Anselm von Havelberg und Wibald von Corvey. Der Truppenverband zog über Havelberg und Malchow, wo es zur Zerstörung eines heidnischen Heiligtums kam, zur Festung Demmin, die belagert wurde. Von dort zog das Kreuzritterheer, wobei es sich wahrscheinlich nur um einen Teil der Kreuzfahrer handelte, gegen Stettin, das ebenso belagert wurde. Bei den Kämpfen soll es laut dem Annalisten Vinzenz von Prag unter den deutschen Rittern zu hohen Verlusten gekommen sein. Die Belagerten, die bereits einmal vor einigen Generationen missioniert worden waren, beriefen sich auf ihr Christentum und appellierten an die Reichsbischöfe, die im Heereszug waren. Bei den anschließenden Verhandlungen konnten sie sich auf einen Frieden, über dessen Bestimmungen nichts bekannt ist, einigen. Bei einem Treffen zwischen den Pomeranenfürsten Ratibor I. und den sächsischen Fürsten im Sommer 1148 kam es zu einem Glaubensbekenntnis und zum Gelöbnis, für den christlichen Glauben einzutreten. Es ist davon auszugehen, dass Ratibor dieses Bekenntnis nur mehr wiederholte. Er muss es bereits im Herbst 1147 gemacht haben, sonst wäre eine Beendigung des Kreuzzuges nicht möglich gewesen.

### Das Kreuzritterheer mit Heinrich dem Löwen
Vom nördlichen Kreuzzug sind nur die Geschehnisse vor der Burg Dobin bekannt. Heinrich der Löwe zog mit seiner Heeresgruppe, in der sich auch der Bremer Erzbischof befand, nach Dobin und belagerte diesen Burgwall. Wahrscheinlich hatte Heinrich der Löwe trotz seiner Jugend, er war ungefähr 18 Jahre alt, die führende Rolle in diesem Truppenverband, da einerseits das Operationsgebiet in seiner Einflusssphäre lag und andererseits die anderen Fürsten kaum Interessen an diesem Gebiet verfolgten.
Während der Belagerung von Dobin fanden sich neben den deutschen Kreuzfahrern auch dänische Truppen ein. Diese sollen laut Helmold von Bosau in ihrer Kriegsführung so mangelhaft gewesen sein, dass die Eingeschlossenen einen Ausfall wagten, der zu Verlusten im Kreuzfahrerheer führte. Da die Kreuzzugsziele durch das Gelübde erreicht werden mussten, ist anzunehmen, dass es bei den Verhandlungen zu einer ähnlichen Einigung wie bei Demmin kam, also zu einer Taufe oder zumindest einer symbolischen Taufe der Belagerten und der Zusage der Freilassung der Gefangenen.

### Die slawische Seite
Die slawische Seite war den beiden Kreuzzugsheeren unterlegen. So vermieden sie offene Schlachten und zogen sich in die Fluchtburgen, Wälder und Sümpfe zurück. Die Einnahme der Festungen stand kurz bevor. Aus Stettin ist überliefert, dass die Belagerten eine diplomatische Lösung suchten. So wurden Kreuze auf der Burg befestigt und eine Gesandtschaft, unter ihnen der Bischof, zum Kreuzfahrerheer geschickt. Dort beriefen sie sich gegenüber den Bischöfen im Heer auf das Bekehrungswerk von Otto von Bamberg. Sie argumentierten, dass sie bereits Christen seien und zur Stärkung des Glaubens eine Missionierung angebrachter sei als ein Kreuzzug. Daraufhin kam es zu Friedensverhandlungen.
Vom nördlichen Kreuzzug ist bekannt, dass die Ranen versuchten, ihren obotritischen Nachbarn zu Hilfe zu kommen, indem sie die dänische Flotte, die zu dieser Zeit vor Rügen ankerte und nur unzureichend bewacht wurde, überfielen und aufrieben. Daraufhin sollen die Dänen nach Hause gekehrt sein. Die polnischen Kreuzzugsteilnehmer müssen sich nach Lage der Dinge gegen die von ihnen noch nicht beherrschten Teile (Vor-)Pommerns gewendet haben, was weitere Begehrlichkeiten in Richtung Südwesten nicht ausschließt.

## Konflikte innerhalb des Kreuzzugsheeres
In den zeitgenössischen Berichten wird wiederholt von Konflikten und Zerwürfnissen innerhalb der beiden Kreuzzugsheere berichtet. Fürsten und Ritter standen der Mehrheit der einfachen Kreuzfahrer gegenüber. Aber auch innerhalb der Gruppe der Fürsten und Ritter herrschte Uneinigkeit. Die zentrale Frage war das Verhalten gegenüber den Slawen. Den Gefolgschaften der sächsischen Herzöge Heinrich und Albrecht wurde der Vorwurf gemacht, den Kreuzzug nicht ernst genug zu betreiben und darüber hinaus das Unternehmen bewusst zu schwächen, indem sie Belagerungen gelockert und das Heer von Eroberungen zurückgehalten hätten. Ein weiterer Vorwurf war, dass die Ritter bei Gefechten mehrmals die Slawen davor bewahrt hätten, endgültig besiegt zu werden, und sie entkommen ließen.
Einen Hinweis auf das Motiv für das Handeln der Fürsten und Ritter gibt Helmold von Bosau. Er überliefert in seiner Slawenchronik, dass die Gefolgschaften die Auffassung gewannen, dass die jeweils belagerte Festung nicht eingenommen werden sollte. In seiner Chronik lässt er sie sprechen:
„Ist nicht das Land, das wir verwüsten, unser Land und das Volk, das wir bekämpfen, unser eigenes Volk? Weshalb also sind wir uns unsere eigenen Feinde geworden und Vernichter unserer Einkünfte? Wirken diese Verluste nicht auf unsere eigenen Herren zurück?“
(Helmold, I, 65, S. 122 Z. 26ff. zitiert nach: Helmut Beumann 1963, 143. „Nonne terra, quam devastamus, terra nostra est, et populus, quem expugnamus, populus noster est? Quare igitur invenimur hostes nostrimet et dissipatores vectigalium nostrorum? Nonne iactura haec redundat in dominos nostros?“)
Dass die Gefolgschaften Heinrichs und Albrechts bei der Behinderung des Erfolgs aus eigener Initiative oder sogar gegen die Anordnung ihrer Fürsten handelten, ist nicht anzunehmen. Viel naheliegender ist, dass sie die Interessen ihrer Fürsten durchzusetzen versuchten. Aus der Aussage tritt eindeutig der Herrschaftsanspruch der beiden sächsischen Fürsten auf das jeweilige Gebiet hervor. Die Fürsten erwarteten einen Sieg und beabsichtigten das Land in ihr eigenes Herrschaftsgebiet einzugliedern. Folglich war eine Wüstung nicht in ihrem Interesse. Die Masse der Kreuzfahrer konnte aber bei einem Sieg mit keinem persönlichen Nutzen oder sogar Eigentum rechnen. So war ihr Motiv zur Teilnahme der Sündennachlass und die Heidenbekehrung. Unter ihnen sind die Anhänger der Parole „Taufe oder Tod“ zu finden.
Eine endgültige Niederlage wurde, wie man es den zeitgenössischen Berichten entnehmen kann, trotz der sich bietenden Möglichkeit nicht angestrebt. Nach einer vollständigen Unterwerfung der Slawen wäre die Frage der Aufteilung des Gebietes unvermeidlich gewesen. Wie zentral diese Frage war, zeigt sich auch im Bericht Helmolds von Bosau. Er kritisiert, dass die Kreuzfahrer schon über die zukünftigen Besitzverhältnisse von Gebieten diskutierten, die sie noch nicht erobert hätten. Viele der Teilnehmer hätten, als Lohn für ihr Werk und damit als Teil eines doppelten Lohnversprechens, Ansprüche auf die Gebiete gestellt. Somit konnte eine vollständige Unterwerfung nicht im Sinne Albrechts und Heinrichs gewesen sein.

## Ergebnisse
In den Quellen wird immer wieder von der Erfolglosigkeit des Wendenkreuzzuges berichtet. Diese Beurteilung muss jedoch mit Vorsicht betrachtet werden. Die Quellen wurden von geistlichen Autoren verfasst und spiegeln vielmehr ihre Enttäuschung über den Ausgang des Unternehmens wider. So berichtet Helmold von Bosau, dass die Wenden zwar getauft wurden, es aber nicht ernst genommen hätten. Im Weiteren kritisiert er auch, dass die sächsischen Fürsten aufgrund ihrer Herrschaftsinteressen die Heidenmission nicht ernst genug betrieben hätten. Für die Beurteilung des Erfolges des Unternehmens ist es jedoch entscheidend, welche Kriterien dafür herangezogen werden. So ist es entscheidend, welcher Aufruf – der von Bernhard von Clairvaux oder der von Papst Eugen III. – als Beurteilungsgrundlage herangezogen wird. Genauso entscheidend ist es, ob eher geistlich-religiöse Ziele oder weltlich-politische im Vordergrund stehen. Fest steht, dass der Kreuzzug Ergebnisse brachte, auch wenn diese nicht in dem Maße waren, wie sie von kirchlicher Seite gewünscht worden waren.
Zu den politischen Ergebnissen kann sicher gezählt werden, dass der Kreuzzug eine massive Machtdemonstration der sächsischen Fürsten, allen voran Albrecht des Bären und Heinrich des Löwen, war. Dies zeigt sich auch in den späteren Tributzahlungen von slawischen Herrschern. So sind Tributzahlungen an Heinrich aus dem Jahr 1151 belegt, die womöglich auf die Ereignisse von 1147 zurückgehen. Von Albrechts Seite sind keine Tributzahlungen nachgewiesen. Es ist jedoch anzunehmen, dass bei dem Aufenthalt des Pomoranen-Fürsten Ratibor I. 1148 in Havelberg ähnliches vereinbart wurde. Beide sächsischen Fürsten konnten ihren Machtanspruch im jeweiligen Gebiet behaupten und im Laufe der Zeit durchsetzen. Der Grundstein für diese Entwicklung war der Wendenkreuzzug. Eine direkte deutsche Herrschaftsgründung ist im ehemaligen Liutizenland, in dem sich die slawischen Herrschaftsstrukturen aufgelöst hatten, zu beobachten. Damit verbunden war die Ansiedlung deutscher Bauern. Die Forderung Bernhards natio deleatur wurde also in diesem Gebiet verwirklicht. Der Wendenkreuzzug von 1147 stellte den Beginn der offensiven Politik der sächsischen Fürsten, allen voran Heinrich des Löwen, im slawischen Gebiet dar.
Zu den kirchenpolitischen Ergebnissen zählten die Wiederherstellung von Bistümern, wie beispielsweise der Bistümer Havelberg, Brandenburg, Oldenburg und Mecklenburg sowie die Errichtung neuer Bistümer. Auch kam es zur Gründung von Kirchen und Klöstern als Missionsstützpunkten. Die Taufe der Slawen, auch wenn es nur Scheintaufen waren, bildete eine kirchenrechtliche Voraussetzung für die gegebenenfalls auch gewaltsame Durchsetzung des Christentums und der Missionierung. Die bereits vor Generationen teilweise erfolgte Missionierung und Bekehrung konnte diese Grundlage nur unzureichend geben. Aus den zugesagten Taufen konnte somit die Rechtsgrundlage für die erzwungene Bekehrung der Slawen abgeleitet werden. Im Zuge dessen wurden heidnische Heiligtümer zerstört. Die Slawen wurden gezwungen, ihre Toten auf Friedhöfen zu bestatten und an Festtagen die Messfeiern zu besuchen.